# Phloeophila peperomioides
Phloeophila peperomioides är en orkidéart som först beskrevs av Oakes Ames, och fick sitt nu gällande namn av Leslie Andrew Garay. Phloeophila peperomioides ingår i släktet Phloeophila och familjen orkidéer. Inga underarter finns listade i Catalogue of Life.